# منشأة الوكيل
قرية منشاة الوكيل هي إحدى القرى التابعة لمركز أبو حمص في محافظة البحيرة في جمهورية مصر العربية. حسب إحصاءات سنة 2006، بلغ إجمالي السكان في منشاة الوكيل 805 نسمة، منهم 398 رجل و407 امرأة.